# 超常フォーチューン
超常フォーチューン（ちょうじょうフォーチューン）は、日本の6人組女性アイドルグループである。望月朱音がプロデューサーを務めるアイドルグループ。

## 概要
「ふとした必然を君に。」

2023年11月30日渋谷duoにてデビュー。
2023年9月23日、1人目のメンバー胡南えまが発表され、1日ごとに他メンバー5名が発表された。

## 沿革

### 2023年
- 9月23日-28日 - 各メンバー発表。
- 9月28日 - 10月23日に渋谷clubasiaにてプレデビューライブ開催決定。
- 9月29日 - 12月10日に「GAKUSEI RUNWAY 2023」出演決定。
- 10月23日 - 渋谷clubasiaにて「超常フォーチューン プレデビューライブ #すぱちゅんと必然」開催。ゲストに「夢みるアドレセンス」、「make mie」、「MEWM」。
- 10月24日 - 渋谷Veatsにて初対バンの「Muse Music」に出演。
- 11月30日 - 渋谷duo MUSIC EXCHANGEにて「超常フォーチューンデビューライブ 〜#超常運命共同体〜」の開催。
- 12月9日 - 大阪にて「GAKUSEI RUNWAY前日決起会in大阪」開催。
- 12月10日 - 大阪にて「GAKUSEI RUNWAY 2023」出演。

### 2024年
- 1月17日 - 渋谷O-CrestにてMEWM主催の「くれあ生誕祭『理想郷』」にメンバーの真白えりかがゲスト出演。
- 1月24日 - 原宿RUIDOにて森宮藍presents「もりもりまつり！」にメンバーの溝呂木みつきが個人出演。
- 1月25日 - 六本木 BIGHOUSEにて「真白えりか・神遊めぐ夢 〜合同超常生誕祭〜」開催。
本来真白えりかは11月、神遊めぐ夢は12月が誕生日であるがデビュー時期に重なったこともあり、1月に合同で生誕祭が行われた。
MEWMのくれあ、わんふぁすの福澤みすみがゲスト出演。
- 2月22日 - 六本木 BIGHOUSEにて「冬乃ゆきSUPER BIRTHDAYLIVE」開催。
- 12月26日 - 神遊めぐ夢が方向性の違いで卒業。

### 2025年
- 2月1日 - 現体制終了

## メンバー
| 氏名         | 出身     | 誕生日  | カラー | 備考 |
| ------------ | -------- | ------- | ------ | --- |
| 胡南えま     | 佐賀県   | 8月3日  | 赤     | 加入前はHelloYouthに所属していた。                                                                                          |
| 真白えりか   | 神奈川県 | 11月6日 | 黄     | 加入前はビビッと！バビディブ～に所属していた。MEWMのくれあは実姉であり、姉妹でYouTubeチャンネル「ましろのいえ」でも活動中。 |
| 月野うる     | 東京都   | 7月23日 | 青     | 加入前はビビッと！バビディブ～に所属していた。                                                                              |
| 溝呂木みつき |          | 3月11日 | 紫     | 加入前はアンチテーゼに所属していた。                                                                                        |
| 冬乃ゆき     |          | 2月4日  | ピンク | アイドル未経験。グループ最年少。                                                                                            |

### 旧メンバー
| 氏名       | 出身 | 誕生日   | カラー   | 活動期間              | 備考                                         |
| ---------- | ---- | -------- | -------- | --------------------- | -------------------------------------------- |
| 神遊めぐ夢 |      | 12月13日 | オレンジ | 結成 - 2024年12月26日 | 以前どこかに加入していたようだが情報がない。 |

## ライブ

### 主催
| 公演名                                                | 開催日         | 会場                   | 備考               |
| ----------------------------------------------------- | -------------- | ---------------------- | ------------------ |
| 超常フォーチューンプレデビューライブ#すぱちゅんと必然 | 2023年10月23日 | 東京・渋谷clubasia     | プレデビューライブ |
| 超常フォーチューンデビューライブ 〜#超常運命共同体〜  | 2023年11月30日 | 渋谷duo MUSIC EXCHANGE | デビューライブ     |
| 真白えりか・神遊めぐ夢 〜合同超常生誕祭〜             | 2024年1月25日  | 六本木 BIGHOUSE        | 合同生誕祭         |
| 冬乃ゆきSUPER BIRTHDAYLIVE                            | 2024年2月22日  | 六本木 BIGHOUSE        | 生誕祭             |

### イベント

#### 2023年
12月10日 - GAKUSEI RUNWAY 2023